# Contea di Randolph (Illinois)
La contea di Randolph (in inglese Randolph County) è una contea dello Stato dell'Illinois, negli Stati Uniti. La popolazione al censimento del 2000 era di 33 893 abitanti. Il capoluogo di contea è Chester.